# The Complete Live at the Plugged Nickel 1965
The Complete Live at the Plugged Nickel 1965 è un album live del secondo quintetto di Miles Davis registrato il 22 e 23 dicembre del 1965 al Plugged Nickel nightclub di Chicago.
Distribuito dalla Legacy Records il 14 novembre del 1995 (catalogo CK 66955) e le registrazioni erano state effettuare da Teo Macero.